# Парагвайский гуарани
Гуарани́, иногда гварани́ — денежная единица Парагвая с 1944 года. Заменила прежнюю денежную единицу — парагвайское песо в соотношении 100 песо = 1 гуарани.
Эмитент — Центральный банк Парагвая.
В обращении находятся монеты номиналом в 50, 100, 500 и 1000 гуарани и банкноты номиналом в 2000, 5000, 10 000, 20 000, 50 000 и 100 000 гуарани.
Основные цвета банкнот — коричневый, фиолетовый, оливковый, бежевый.
Формально гуарани состоит из 100 сентимо (céntimo), но в связи с инфляцией сентимо более не используются.

## Режим валютного курса
В первые годы после введения гуарани чеканились монеты, номинированные в сентимо, и купюры достоинством до 1000 гуарани, но впоследствии они были изъяты из обращения из-за инфляции. Так, до середины 80-х годов доллар США в Парагвае стоил около 120 гуарани, но во второй половине 1980-х годов, на которые пришелся пик инфляции, стоимость доллара выросла до более чем 1000 гуарани. В течение 1990-х годов доллар котировался на уровне 1000-3000 гуарани, но во время экономического кризиса 2002-2003 годов вырос в цене до 7000 гуарани. С начала 2000-х годов и до 2018 года курс доллар остается в пределах 4000-6000 гуарани. С 2001 года самый низкий курс составил 3719 гуарани за доллар (август 2011 года). В октябре 2018 года курс доллар вновь превысил 6000 гуарани. С конца 2018 года и по настоящее время доллар стоит выше 6000 гуарани (в среднем). Во время пандемии коронавируса, во второй половине 2020 года, курс доллара составлял около 7000 гуарани, приблизившись к уровню почти двадцатилетней давности.